# Груповий фаворитизм
Ефект групового фаворитизму — груповий ефект, тенденція надавати перевагу у рішеннях чи судженнях членам своєї групи проти членів чужої групи.

## Психологічна характеристика
Це тенденція сприяти членам своєї групи на відміну від членів чужої групи. Цей ефект слугує розподільним механізмом між людьми, що сприймаються як свої і чужі. Ефект групового фаворитизму сильніше проявляється тоді, коли для групи дуже важливі критерії порівняння результатів діяльності й особливості відносин з іншими групами, коли групи конкурують одна з одною, утворюються можливості однозначної порівнюваності груп. Коли членство в групі більш важливе, ніж міжособистісна подібність, тоді надають перевагу «своїм», навіть якщо «чужі» є подібними за своїми особистими якостями, інтересами, поглядами.
Члени групи також схильні пояснювати успіх своєї групи внутрішньогруповими чинниками, а й можливу невдачу — зовнішніми. Тож якщо група успішна в своїй діяльності, вона вважає, що це завдяки самій собі (своєму керівництву, клімату, здібностям її членів). Коли ж група потрапляє в ситуацію поразки (невдачі), то шукає винуватців цього за межами групи або скидає провину на інші групи.